# 米夏埃爾·科爾曼
米夏埃爾·科爾曼（Michael Kohlmann，1974年1月11日—）是一位德國職業網球運動員，他是一位雙打專家，他目前擁有五座ATP雙打冠軍。2007年3月5日，他到達雙打最高世界排名27位。

## 外部連結
- 米夏埃爾·科爾曼（英文/西班牙文）的官方資料
- 米夏埃爾·科爾曼的國際網球總會 職業／青少年 官方資料（英文）
- 米夏埃爾·科爾曼的官方資料（英文）